# Врублево (Нижньосілезьке воєводство)
Врублево (пол. Wróblewo) — село в Польщі, у гміні Волув Воловського повіту Нижньосілезького воєводства.
Населення — 17 осіб (2011).
У 1975-1998 роках село належало до Вроцлавського воєводства.

## Демографія
Демографічна структура станом на 31 березня 2011 року:
|          | Загалом | Допрацездатний вік | Працездатний вік | Постпрацездатний вік |
| -------- | ------- | ------------------ | ---------------- | -------------------- |
| Чоловіки | 9       | 0                  | 9                | 0                    |
| Жінки    | 8       | 0                  | 5                | 3                    |
| Разом    | 17      | 0                  | 14               | 3                    |